# Boeica ferruginea
Boeica ferruginea là một loài thực vật có hoa trong họ Tai voi. Loài này được Drake mô tả khoa học đầu tiên năm 1890.